# トライエス
株式会社トライエス（TRY-S Co.,Ltd.）は岡山県岡山市北区にあるコンピュータ関連のソフトウェア開発およびコンサルティングサービスを提供する企業。

## 沿革
- 1987年（昭和62年） - 新日炉興業株式会社（現株式会社シンニチロ）のソフトウェア事業部として発足
- 1989年（平成元年） - 株式会社トライエスとして事業継承
- 1990年（平成2年） - シンニチロ第2ビルに本社移転
- 1998年（平成10年） - 宇都宮事業所開設

## 事業内容
造船業界・自動車業界・製鉄工場のプロセスコントロール等のコンピュータ支援設計、CAD、CAM、CAE、FAの技術系ソフトウェア開発を元に、CAD、CAMの2Dから3D化への移行開発及び、独自解析機能開発等を手がける。
その後、CAD、CAM産業をベースにコンサルティングサービス及びデータベース設計・開発、携帯・モバイル系端末の内部ソフトウェア開発事業等を手がける。

## 関連企業
- 株式会社シンニチロ（シンニチログループ）
- シンニチロ建工株式会社（シンニチログループ）